# Torre de’ Passeri
Torre de’ Passeri község (comune) Olaszország Abruzzo régiójában, Pescara megyében.

## Fekvése
A megye központi részén fekszik. Határai: Alanno, Bolognano, Castiglione a Casauria, Pietranico és Scafa.

## Története
Alapításának pontos körülményei nem ismertek, valószínűleg a San Clemente a Casauria-apátsággal egy időben alakult ki. A 14. században indult gyors fejlődésnek. A következő századokban nemesi birtok volt. Önálló községgé a 19. század elején vált, amikor a Nápolyi Királyságban felszámolták a feudalizmust. 

## Népessége
A népesség számának alakulása:

## Főbb látnivalói
- Castello Gizzi (középkori vár)